# Pont du Gard
Pont du Gard är en romersk akvedukt över floden Gard i Vers-Pont-du-Gard i södra Frankrike, belägen 20 km nordöst om Nîmes. Pont du Gard är en stenvalvbro i flera spann. Akvedukten är 270 meter lång, 49 meter hög och byggdes under början av första århundradet efter Kristus. När akvedukten var i bruk levererades 40 000 kubikmeter vatten per dygn.
Invid nedersta valvsystemet går en landsvägsbro, anlagd åren 1743–1747 av Henri Pitot. Akvedukten restaurerades 1859.
År 1985 blev Pont du Gard uppsatt på Unescos världsarvslista.